# 병인학
병인(病因)은 무언가의 기원에 따른 인과관계로서, 의학에서는 질병 또는 병리의 원인을 의미한다. 병근(病根)으로도 부르며 병인을 다루는 학문은 병인학(病因學)으로 부른다. 병인을 특정할 수 없는 경우 특발성 질환으로 부른다. 고대 로마 학자 마르쿠스 테렌티우스 바로는 기원전 1세기 책 On Agriculture에서 미생물에 관한 초기 개념을 기술했다.

## 같이 보기
- 분자병리역학
- 원인학